# Ruqayya bint Husayns helgedom

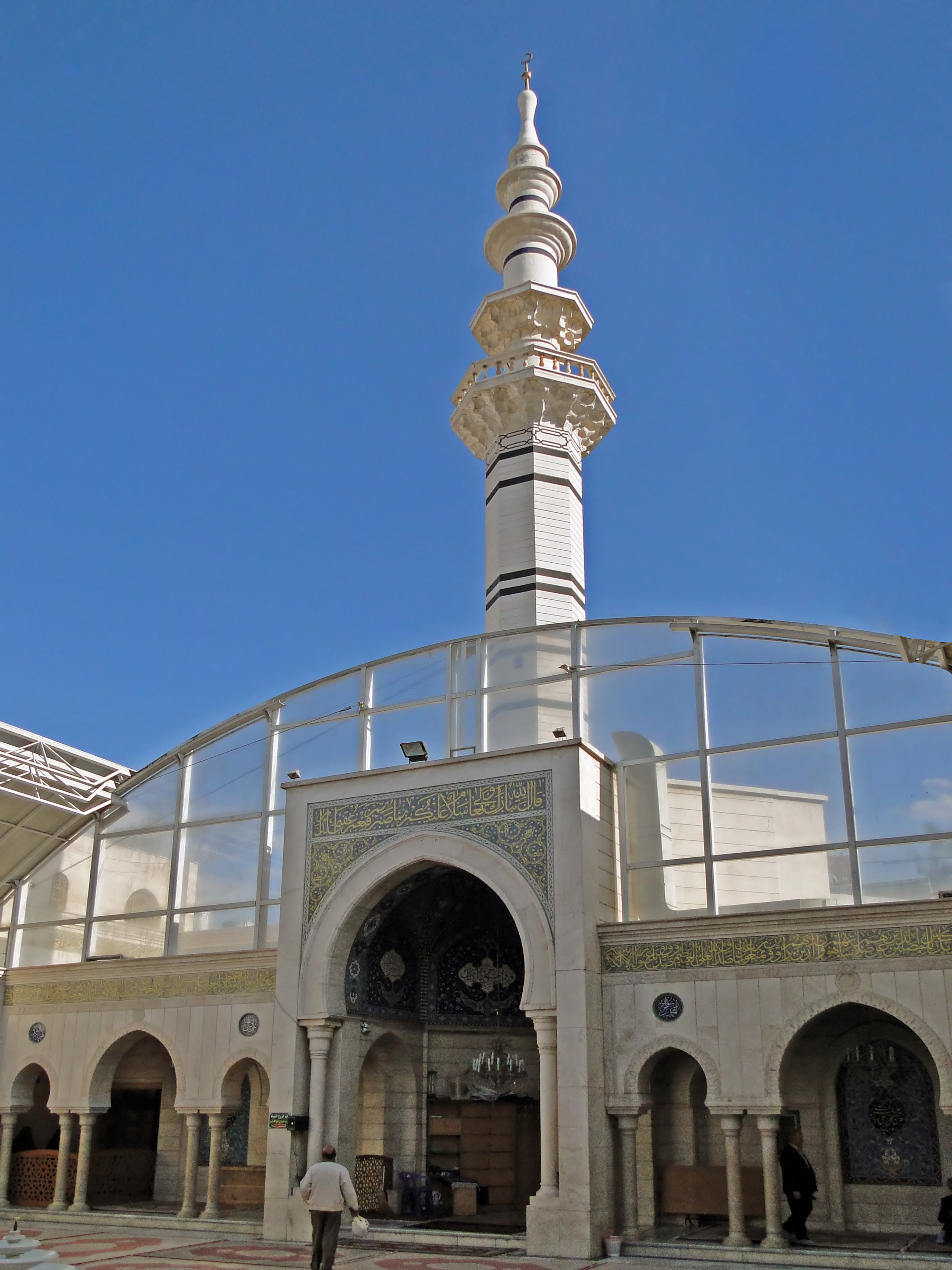
Sayyida Ruqayyas helgedom.

Ruqayyah bint Husayns helgedom (arabiska: حرم رقية بنت الحسين) är en helgedom i Damaskus där shiaimamen Husayn ibn Alis dotter Ruqayya är begravd. Helgedomen över hennes grav är ett viktigt pilgrimsmål för både shiamuslimer och sunnimuslimer.

## Galleri

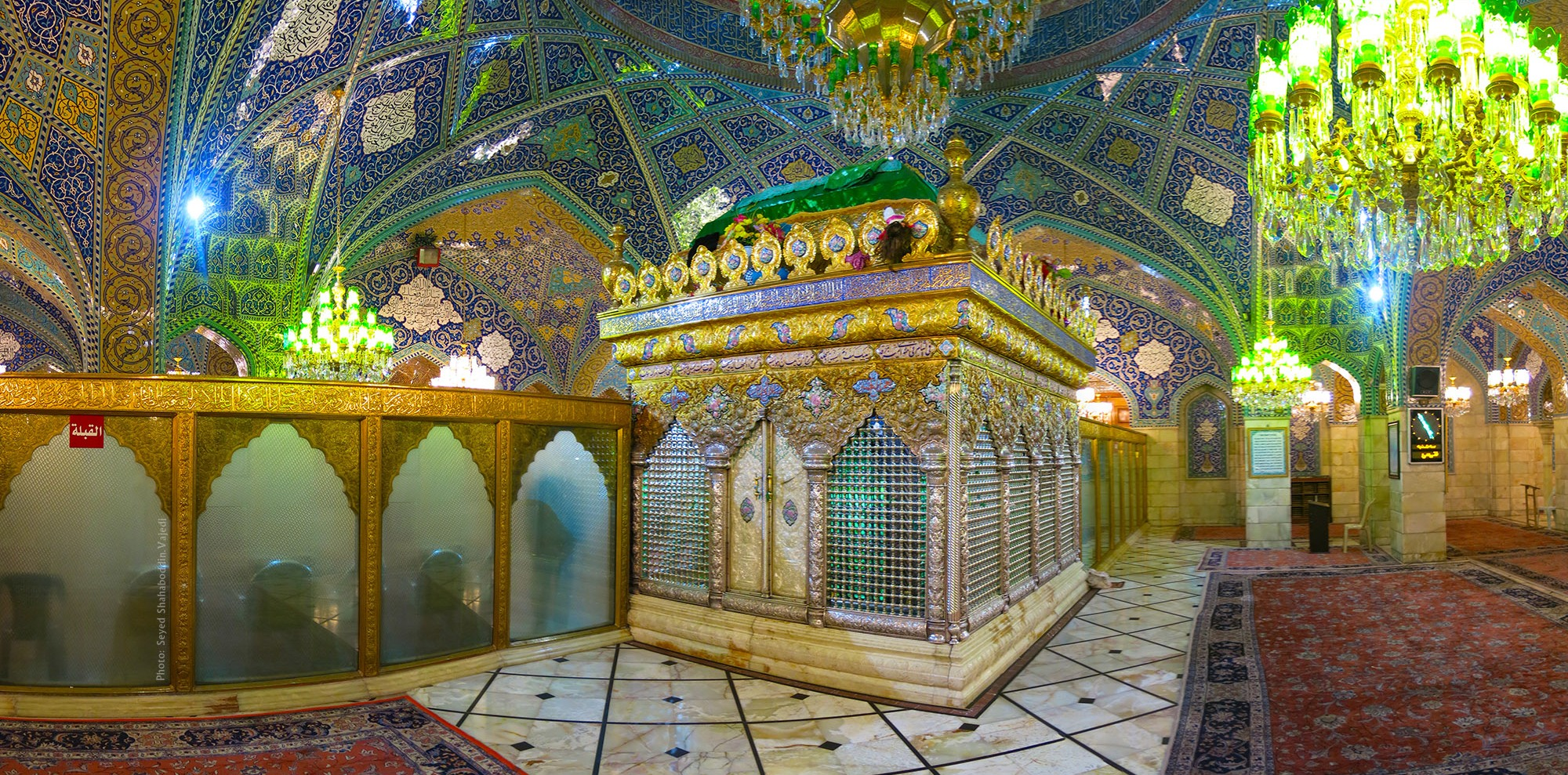
Relikskrin.
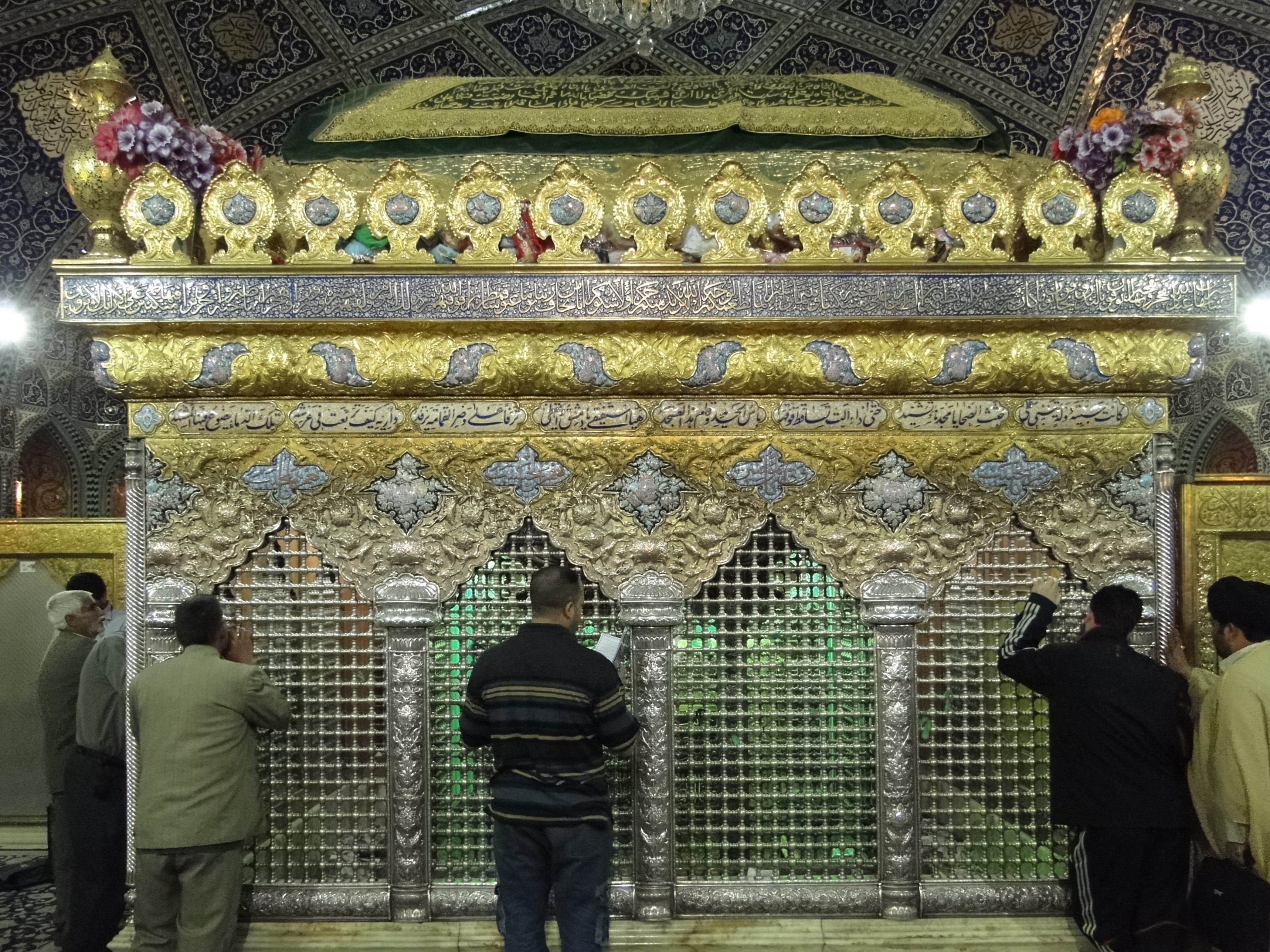
Närbild på relikskrinet.
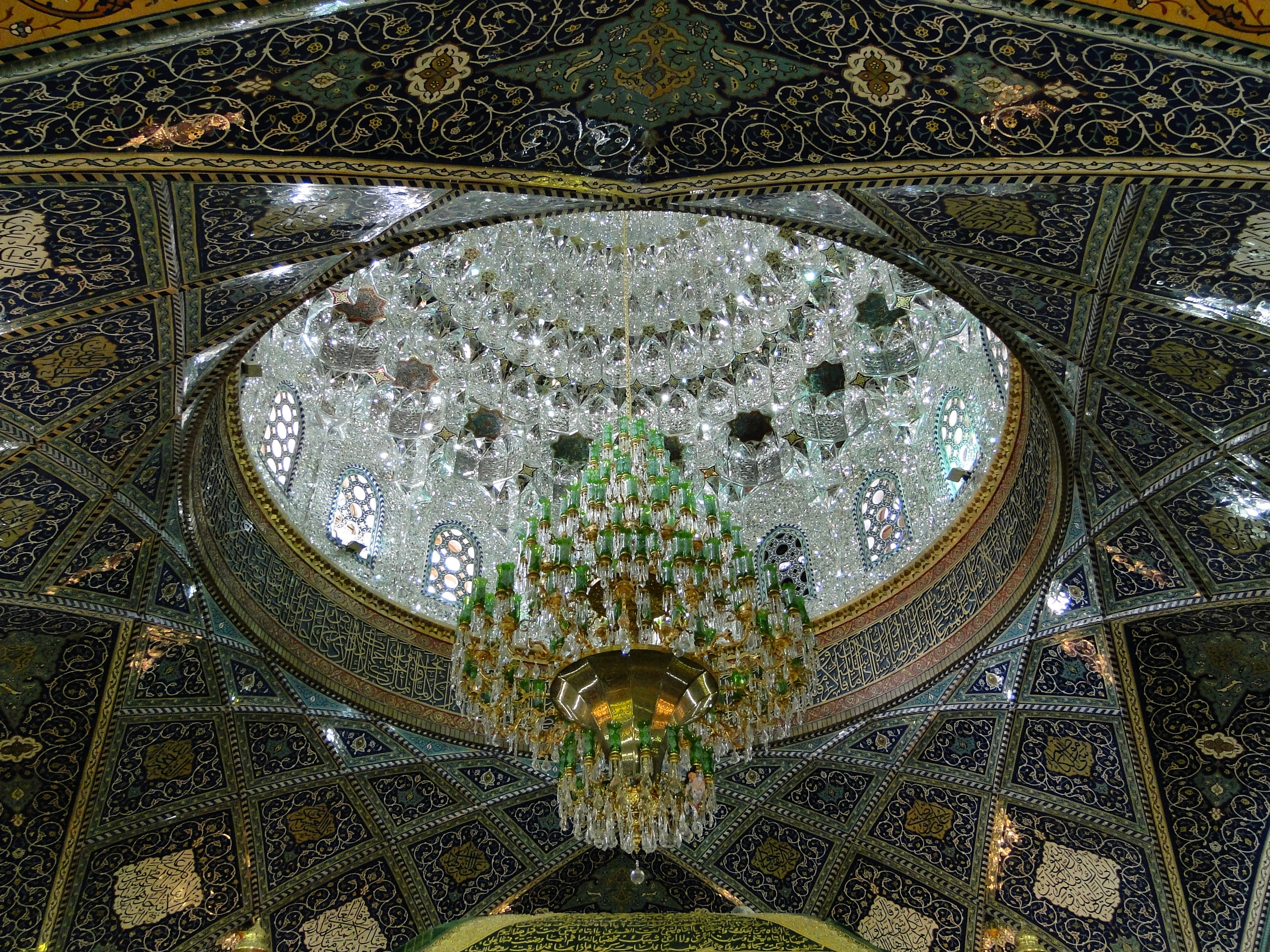
Kristallkrona.
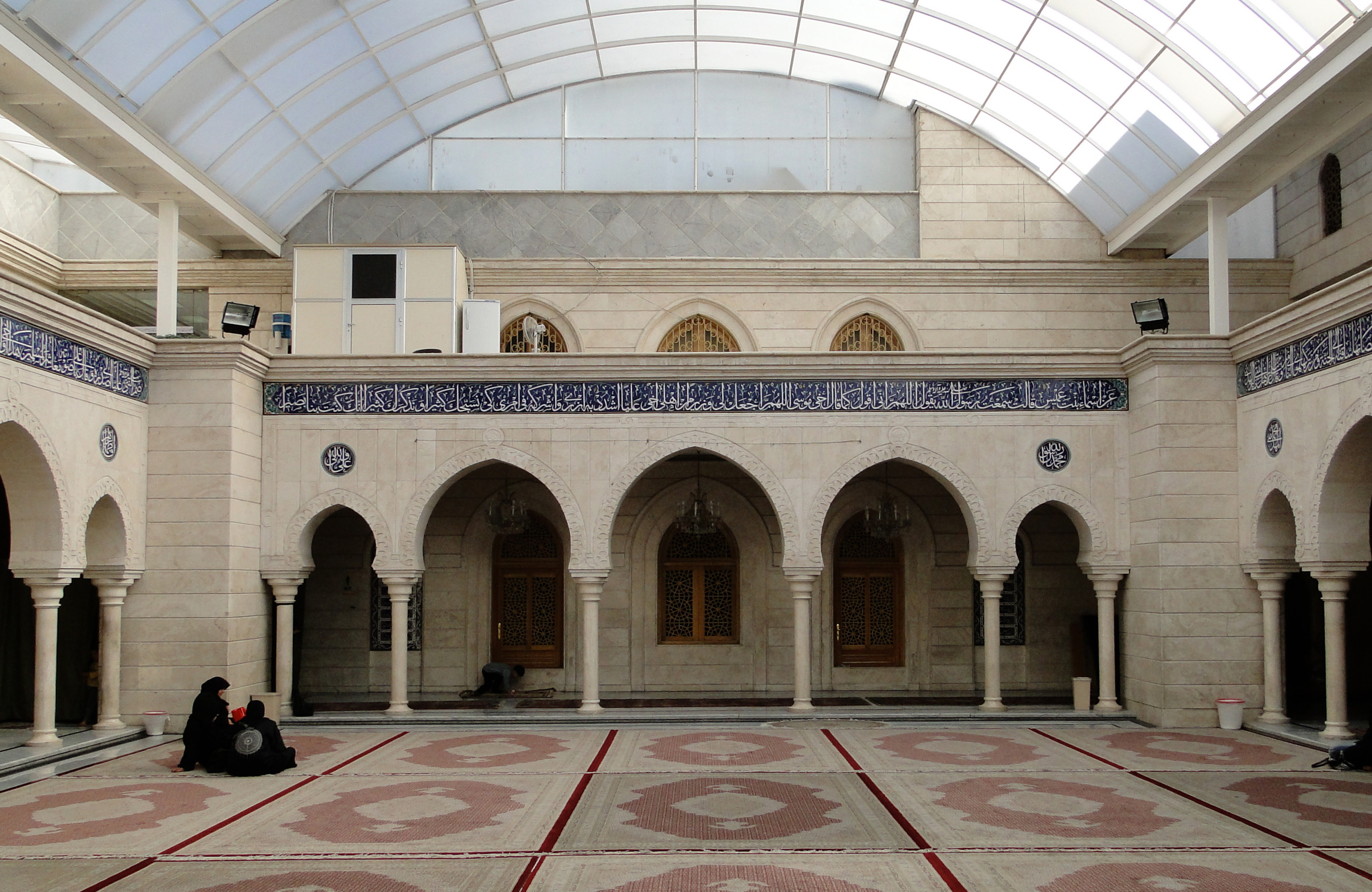
Innergård.
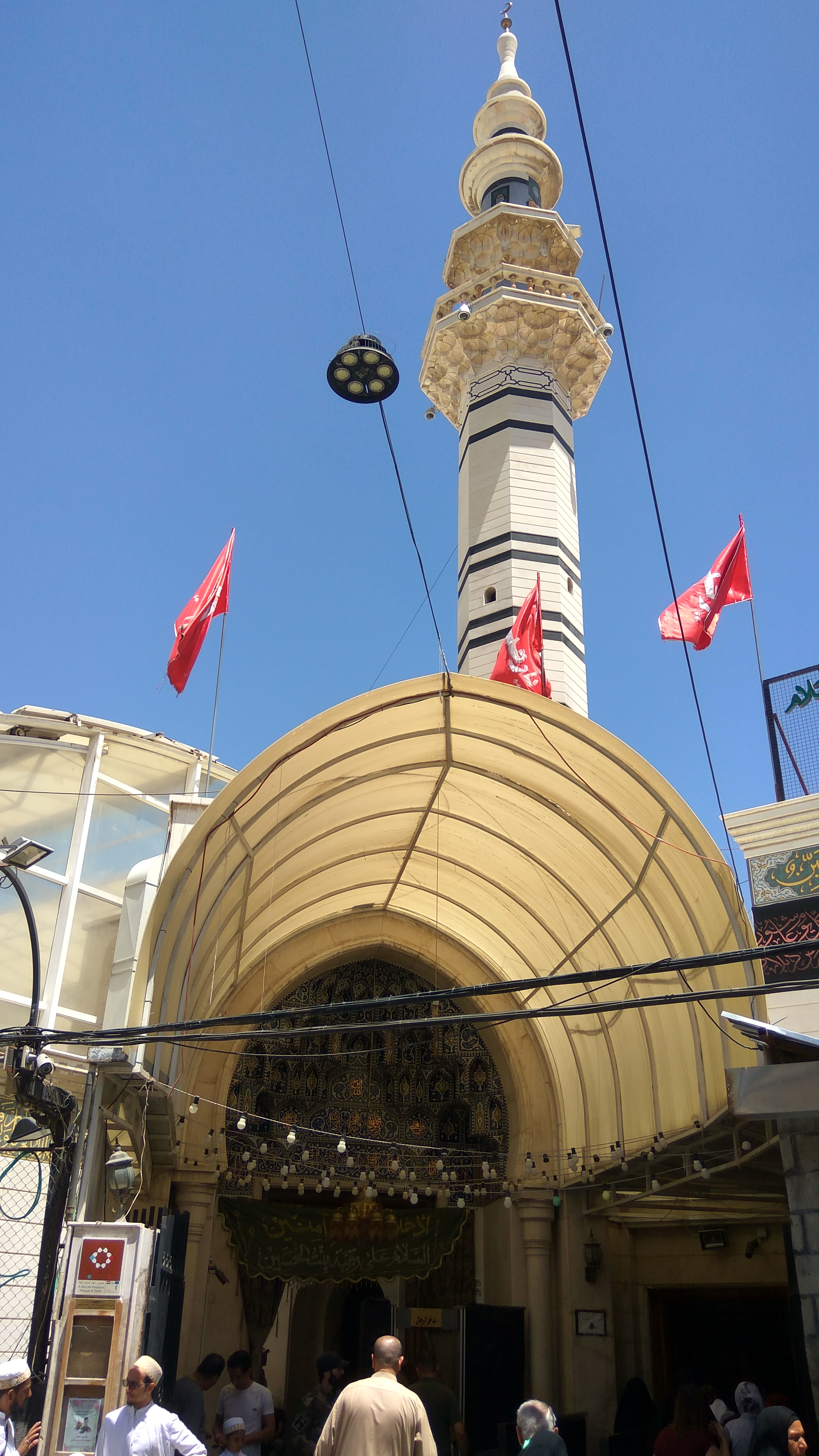
Entré.